# Idaea acutipennis
Idaea acutipennis is een vlinder uit de familie spanners (Geometridae). De wetenschappelijke naam is voor het eerst geldig gepubliceerd in 2004 door Hausmann & Honey.
De soort komt voor in Europa.